# Paralastor tasmaniensis
Paralastor tasmaniensis är en stekelart som först beskrevs av Henri Saussure 1853.  Paralastor tasmaniensis ingår i släktet Paralastor och familjen Eumenidae. Inga underarter finns listade i Catalogue of Life.